# Groove Is in the Heart
 (août 2021).
Si vous disposez d'ouvrages ou d'articles de référence ou si vous connaissez des sites web de qualité traitant du thème abordé ici, merci de compléter l'article en donnant les références utiles à sa vérifiabilité et en les liant à la section « Notes et références ».

Groove Is in the Heart est une chanson du groupe Deee-Lite, sortie en 1990.

## Description
Ce titre est la neuvième piste du premier album de ce groupe intitulé World Clique. Il débute par un texte en faux français de Lady Miss Kier. Puis, le rythme funky et électronique prend place. Une partie de rap en fin de morceau est chantée par Q-Tip, du groupe A Tribe Called Quest. Bootsy Collins participe aussi au chant avec Lady Miss Kier.
Les costumes et le décor du clip, créés par Lady Miss Kier, sont un mélange unique de style des années 1970, 1980 et 1990. Une large influence de ce style est alors apparue dans les clubs de New York, puis, dans le monde de la mode branchée[réf. nécessaire]. Lady Miss Kier porte un uniforme de type catsuit avec des chaussures à semelles compensées.
Le saxophoniste est Maceo Parker et le tromboniste est Fred Wesley.
Le titre figure parmi les 500 plus grandes chansons de tous les temps selon Rolling Stone.
Le titre est la face B du single What Is Love?, mais il a mieux marché que la face A.

## Samples utilisés
- Get Up de Vernon Burch (en)
- Bring Down The Birds (1966) de Herbie Hancock (ligne de basse), qui avait été déjà utilisé pour la bande originale de Blow-Up et qui est ici joué par Bootsy Collins
- Hateful Head Helen de Sweet Pussy Pauline (après one, two, three)
- Indroduction sur l'album The Art Of Belly Dancing (1969) de Bel-Sha-Zaar With Tommy Genapopoluis and the Grecian Knights (intro we're going to dance, and have some fun)
- Autres...